# Léon d'Hervey de Saint-Denys

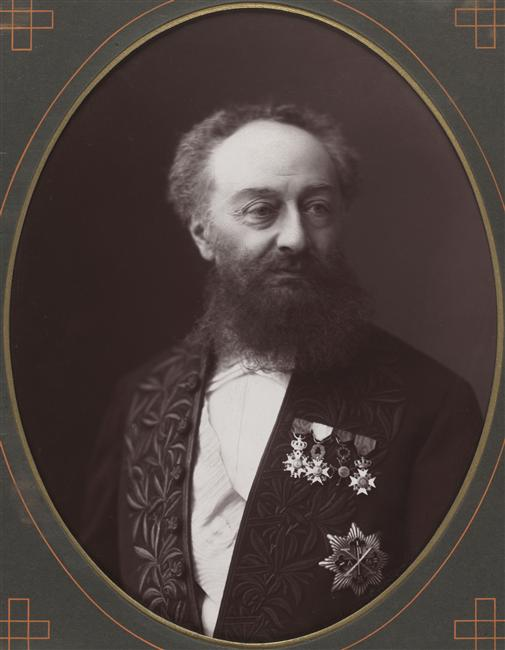
Marie Jean Léon Le Coq, marqués d'Hervey de Saint-Denys.

Marie-Jean-Léon Le Coq, barón d'Hervey de Juchereau, marqués de Saint-Denys (París, 6 de mayo de 1822 - 2 de noviembre de 1892), escritor y sinólogo francés, precursor de la onirología.

## Biografía
Se dedicó al estudio del idioma chino. En 1851 publica sus Recherches sur l'agriculture et l'horticulture des Chinois, en la cual trata acerca de las plantas y animales que se podrían aclimatar en Occidente. Tradujo textos y cuentos chinos, sin mayor valor literario clásico pero valiosos en tanto arrojaban luz sobre las costumbres orientales. También tradujo obras desde el español y escribió una historia del drama en España.
Fue profesor de idioma chino en el Collège de France, sucediendo a Stanislas Julien en 1874. También fue miembro del Institut de France, comisario del Imperio Chino en la Exposición Universal de París en 1867 y presidió la Académie des inscriptions et belles-lettres.
Es conocido como pionero del estudio de los sueños. Llevaba un diario de sus sueños desde los 13 años. En 1867 publicó de manera anónima Les Rêves et les moyens de les diriger ; observations pratiques. En dicha obra de vanguardia sobre la temática, propuso técnicas para controlar los sueños y describió los sueños en los cuales el soñador se sabe soñando. Este estado de conciencia es conocido como sueño lúcido.
Fallece en París el 2 de noviembre de 1892.

## Obras
- D'Hervey de Saint-Denys. Les Rêves et les moyens de les diriger, éditions Tchou, 1964. Préface de Robert Desoille, l'inventeur de la méthode psychothérapeutique dite Rêve-Éveillé-Dirigé (R.E.D.)
- D'Hervey de Saint-Denys (marzo de 1995).  Oniros, ed. Les Rêves et les moyens de les diriger (en francés). I. Observations Pratiques.
- D'Hervey de Saint-Denys. Recherches sur l'agriculture et l'horticulture des Chinois (1851)
- D'Hervey de Saint-Denys. Poésies de l'époque des T'ang (1862), traduit du chinois. Reeditado en 1977 por Champ libre.
- D'Hervey de Saint-Denys. Ethnographie des peuples étrangers de la Chine, traduit de Ma-Touan-Lin (1876-1883)
- D'Hervey de Saint-Denys. Li-Sao (1870), traduit du chinois
- D'Hervey de Saint-Denys. Douze contes chinois, Paris, Éditions Ernest Leroux,1885. Réimpression Editions Bleu de Chine, Paris,1999
- D'Hervey de Saint-Denys. Mémoires sur les doctrines religieuses; de Confucius et de l'école des lettres (1887)